# Poirino
Poirino (piemonti nyelven Poirin) egy település Olaszországban, Torino megyében.

## Elhelyezkedése

Poirino község Torino megye térképén

Poirino Torino, Cuneo és Asti megyék határán helyezkedik el. A vele határos települések:Carmagnola, Cellarengo (Asti megye), Ceresole Alba (Cuneo megye), Chieri, Isolabella, Pralormo, Riva presso Chieri, Santena, Villanova d'Asti (Asti megye) és Villastellone.

## Fordítás
- Ez a szócikk részben vagy egészben  a   Poirino című olasz Wikipédia-szócikk fordításán alapul.  Az eredeti cikk szerkesztőit annak laptörténete sorolja fel. Ez a jelzés csupán a megfogalmazás eredetét és a szerzői jogokat jelzi, nem szolgál a cikkben szereplő információk forrásmegjelöléseként.